# 富豪汽車
沃尔沃汽車（香港、澳门特別行政区及台湾又名富豪汽车，台灣民間及媒體報導時稱為瑞典坦克）是瑞典汽車製造商，於1927年4月14日在哥德堡成立，現時母公司為中國浙江吉利控股集團。Volvo为拉丁文，意思為“滾動”。沃尔沃汽车以安全著称曾开发出许多技术，如三点式安全带、防抱死制动系统和碰撞测试模拟。
沃尔沃汽车从1999到2010年曾是福特汽车集团的一部分，随后在2010年被中国浙江吉利控股集团收购。沃尔沃汽车目前在全球有约4万名员工，在欧洲、北美和亚洲设有生产基地。沃尔沃汽车计划在2030年之前实现完全电动化，即所有新推出的车型都将是纯电动或插电式混合动力车型。2021年6月，沃尔沃汽车宣布将与瑞典电池开发商与制造商北伏（Northvolt）成立专注于电池制造的合资企业 Novo Energy
，将在哥德堡建设电池 Gigafactory（大型电池工厂）和研发中心。在2021年和2022年期间，沃尔沃汽车将其在Skövde和张家口的混合动力发动机研发和生产基地转移到了与吉利汽车合资的Aurobay公司。
其他沃尔沃汽车的合资公司包括极星汽车（49.5%）和领克（30%）。

## 历史

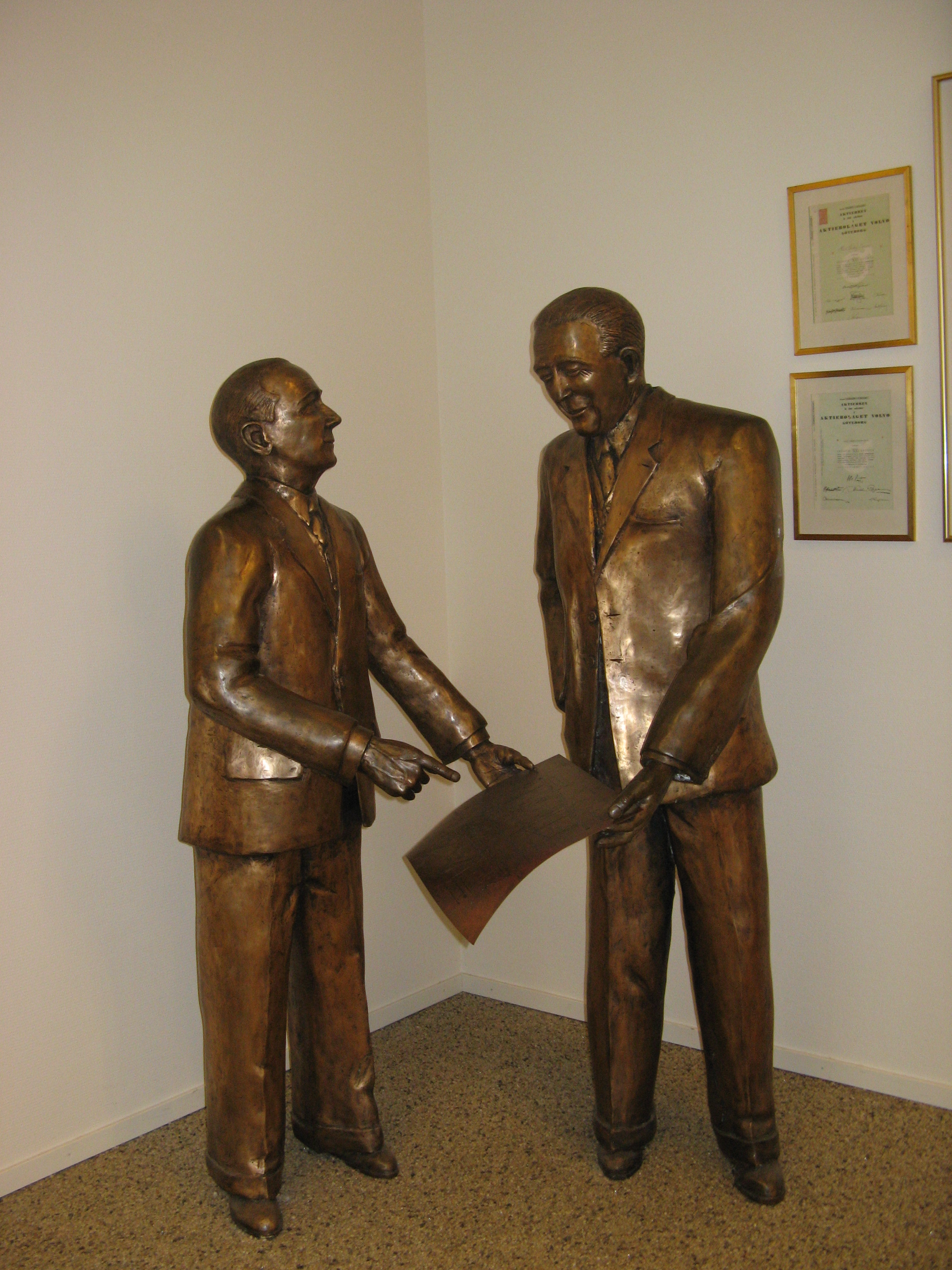
沃尔沃创始人：古斯塔夫·拉森與亞沙·蓋布列森的雕像

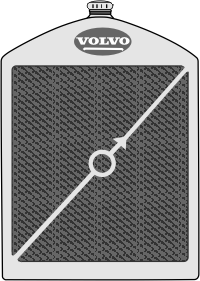
1927年的沃尔沃品牌商标

沃尔沃的創始人瑞典人古斯塔夫·拉森（Gustaf Larson）和亞沙·蓋布列森（Assar Gabrilsson）原为服務於瑞典知名滾珠軸承製造廠SKF的成员之一，其中拉森是工程師，而蓋布列森則是經濟學出身的國際行銷部門經理。
由於兩人對汽車的前瞻性與熱情，两人在1925年9月時成功說服SKF的董事會，借到了該公司位於瑞典特斯蘭大（Torslanda）的廠房开始测试汽车组装，于1926年8月10日獲得授權，正式開始量產。后于1927年4月14日正式上市第一款车型：沃尔沃 OV4，为敞篷车，OV4专为瑞典的氣候與地形所設計。
由於沃尔沃的銷售表現如日中天，自1935年起，沃尔沃汽车升格為一家独立公司“沃尔沃公司”營運。而沃尔沃公司更是世界知名的商用車輛製造商。
1959年，沃尔沃发明了三点式安全带，并广泛的使用在旗下车型之中。
在波斯灣戰爭時期，美軍最高階的參謀首長聯席會議主席克林·鮑威爾以買賣和修理沃尔沃汽車為嗜好聞名。而在金氏世界紀錄中，沃尔沃1800S更被列入“全球行驶里程最长汽车”纪录。
1999年3月19日起，沃尔沃集团將乘用車部門“沃尔沃汽车”卖给美國的福特汽車公司，在之后的11年中，沃尔沃汽车成为福特旗下所屬的首席汽車集團（Premier Automotive Group，PAG）的品牌之一，在首席汽车集团中还有林肯汽車、阿斯頓馬丁、捷豹三个品牌。
2006年3月20日，沃尔沃汽车公司开始在位于重庆的长安福特工厂生产沃尔沃车型。
2007年，沃尔沃推出更为敏捷的涡轮增压引擎。
2008年，福特对沃尔沃的股权缩水至24亿美元。
2009年12月24日，福特汽車和中国浙江汽车制造商吉利汽車的母公司——浙江吉利控股集團就出售沃尔沃汽車達成初步協議。
2010年3月28日，浙江吉利控股集团有限公司（简称吉利集团）在瑞典哥德堡与福特汽车签署最终股权收购协议，吉利汽车获得沃尔沃轿车公司100%的股权和其相关资产，涉及金额18亿美元，于2010年第三季度完成交割。
2021年，沃尔沃宣布将自2030年起逐步停止发行燃油车型，逐步向清洁能源品牌看齐。
2021年10月29日，沃尔沃汽车宣布在瑞典斯德哥尔摩证券交易所正式挂牌上市，交易代码为“VOLCAR B”，开盘价58.75瑞典克朗，发行价53瑞典克朗(6.12美元)/股。
2024年9月，沃尔沃宣布由于市场挑战和需求增长放缓，放弃其到2030年全面转型为纯电动汽车的计划。

## 特色

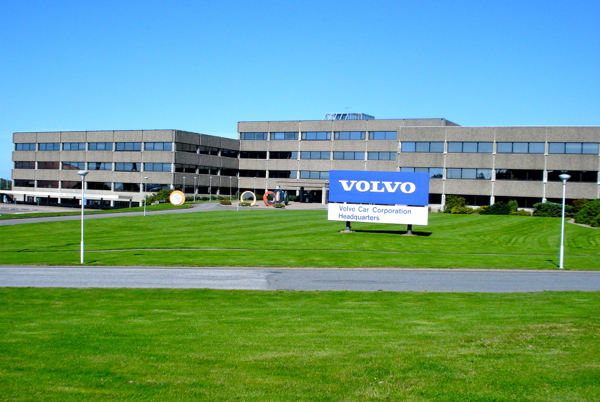
富豪汽車总部

沃尔沃是汽车被动式安全领域的先锋，是三点式安全带的发明者，在汽车安全领域它创造了很多业界第一：
- 1927年：带自动的安全挡风玻璃。
- 1944年：车厢，保护事故后的车内乘客。
- 1944年：多层挡风玻璃 ，可以保证15年的使用寿命。
- 1958年：固定式三点安全带，由沃尔沃的工程师Nils Bohlin发明，并于次年投入使用。
- 1960年：填充式仪表板。
- 1970年：成立业内首个汽车事故调查研究小组。
- 1973年：电子后窗玻璃除霜器。
- 1984年：第一家全車系皆采用的汽车公司。
- 1987年：后中座三点式安全带。
- 1991年：儿童安全座椅。
- 1992年：具有5年寿命的防侧撞加强结构。
- 1995年：发布世界第一个防侧撞安全气囊（Side Impact Protection System, SIPS）。
- 2000年：发布颈部保护系统（Whiplash Protection System，WHIPS）。
- 2003年：发布配備有滚转保护系统（Rollover Protection System，ROPS）和横向稳定控制系统（Roll Stability Control，RSC）的運動型多用途車——Volvo XC90 V8。

## 车型

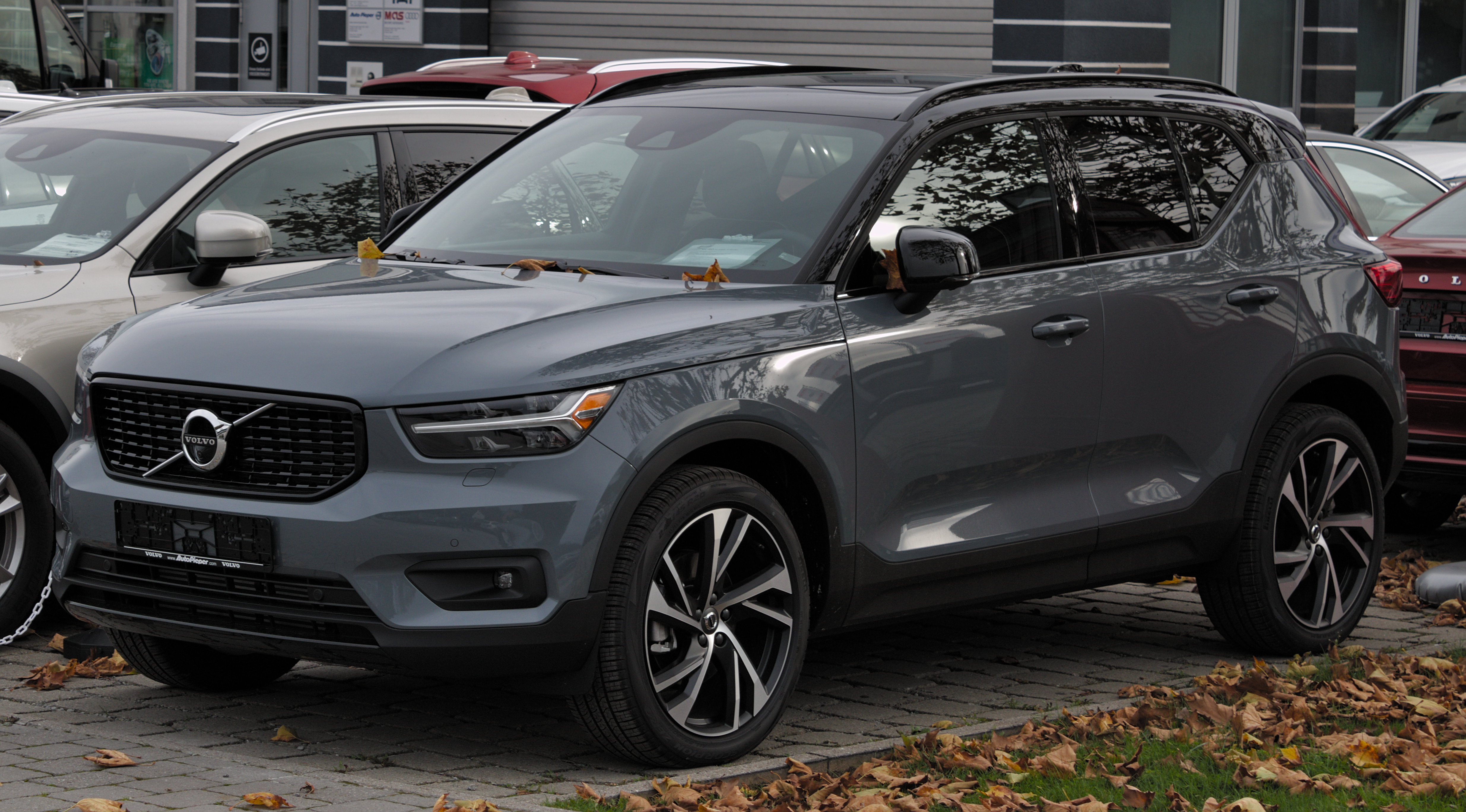
Volvo XC40

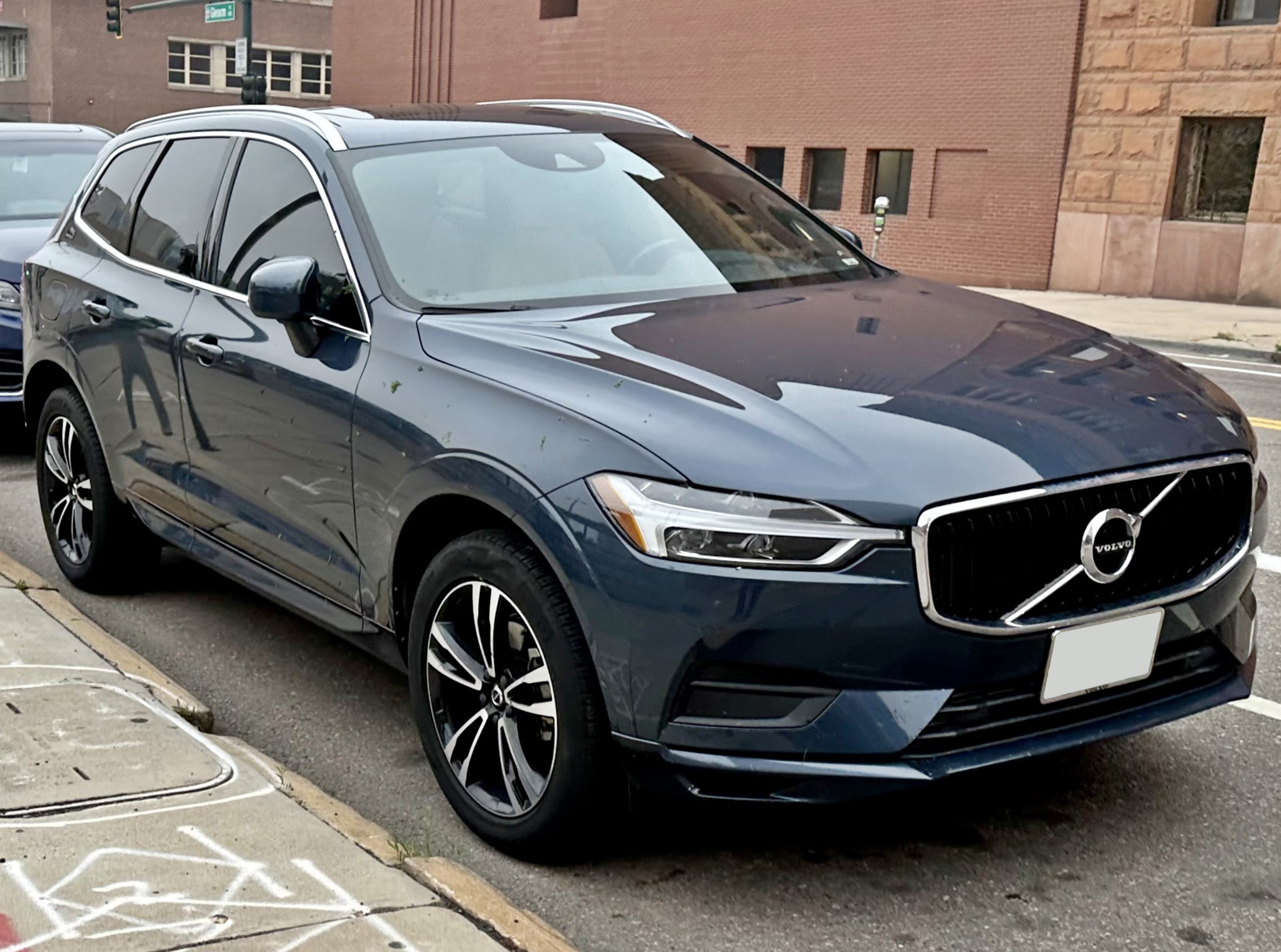
2018 Volvo XC60

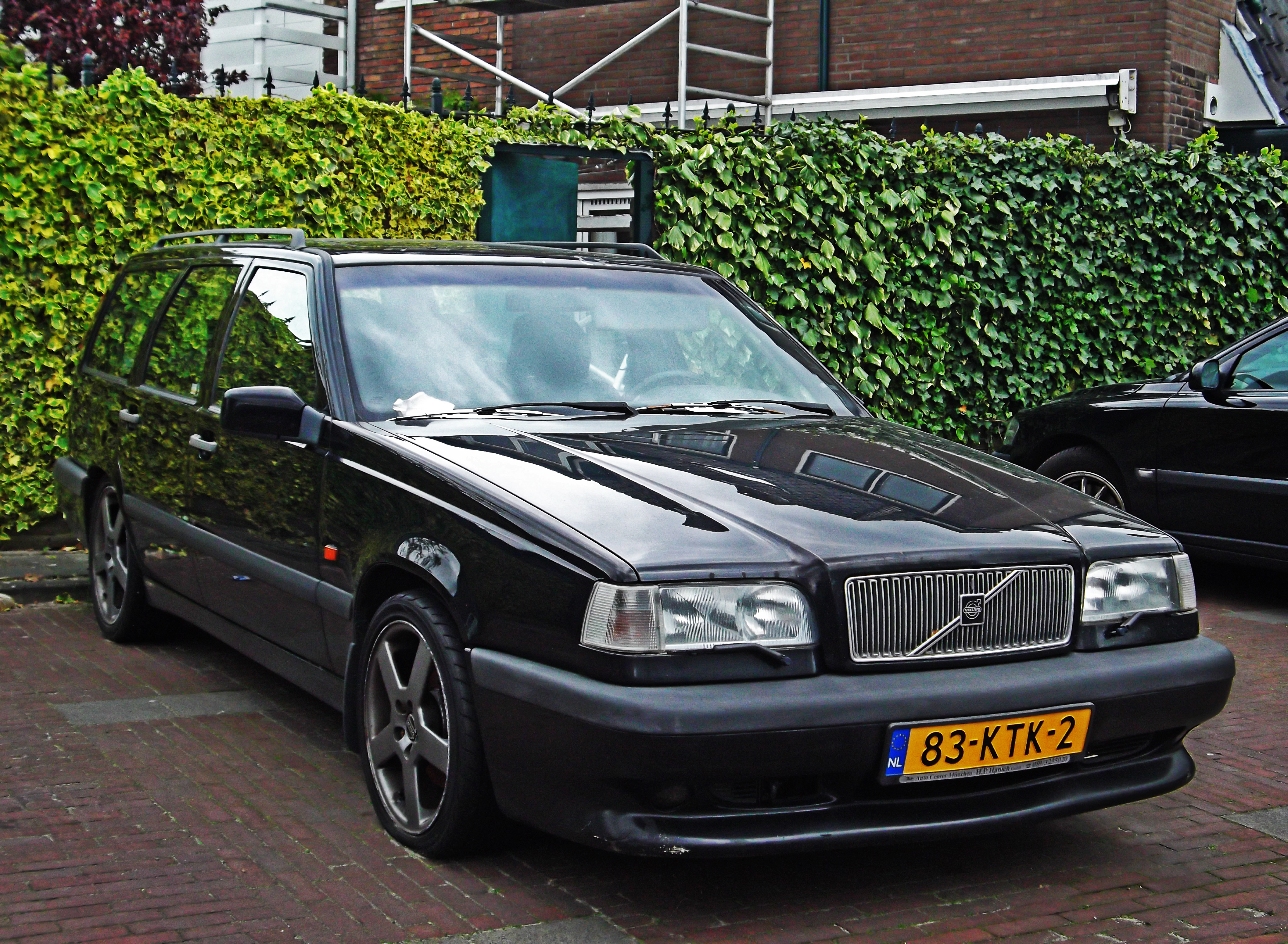
Volvo 850 R

### 早期型号
- 沃尔沃ÖV 4，绰号Jakob
- 沃尔沃PV（PV444和PV544）
- 沃尔沃Snabbe
- 沃尔沃Trygge
- 沃尔沃Sugga（民用型（PV801, PV802, PV810, PV821, PV822和PV831）和军用型（TP21/P2104, P2104））
- Volvo拉普兰人（L-3304, L-3314, L-3314 and L-3315）
- 沃尔沃PV36
- Volvo PV51
- Volvo PV60
- Volvo Duett
- Volvo亚马逊/Volvo 122
- Volvo P1800
- Volvo P1900
- Volvo 66
- Volvo C202
- Volvo C

### 三位数编号时代（1968年-1994年）
自1968年的沃尔沃140开始，沃尔沃开始为其车型采用三位数的编号方法，第一位数是车系，第二位数是气缸数，第三位数是车门数。例如164是指1系列、6缸发动机和4个车门。但是这一编号规则也有例外，例如780采用的是涡轮增压直列四缸引擎和V6汽油发动机及直列六缸柴油发动机，但从来没有采用8缸发动机的型号，类似的还有沃尔沃760/沃尔沃360（涡轮增压直列四缸发动机），360也是只有四缸发动机。公晚期型号里抛弃了最后一位数字的含义，無論車門數多寡一律以零字結尾，例如

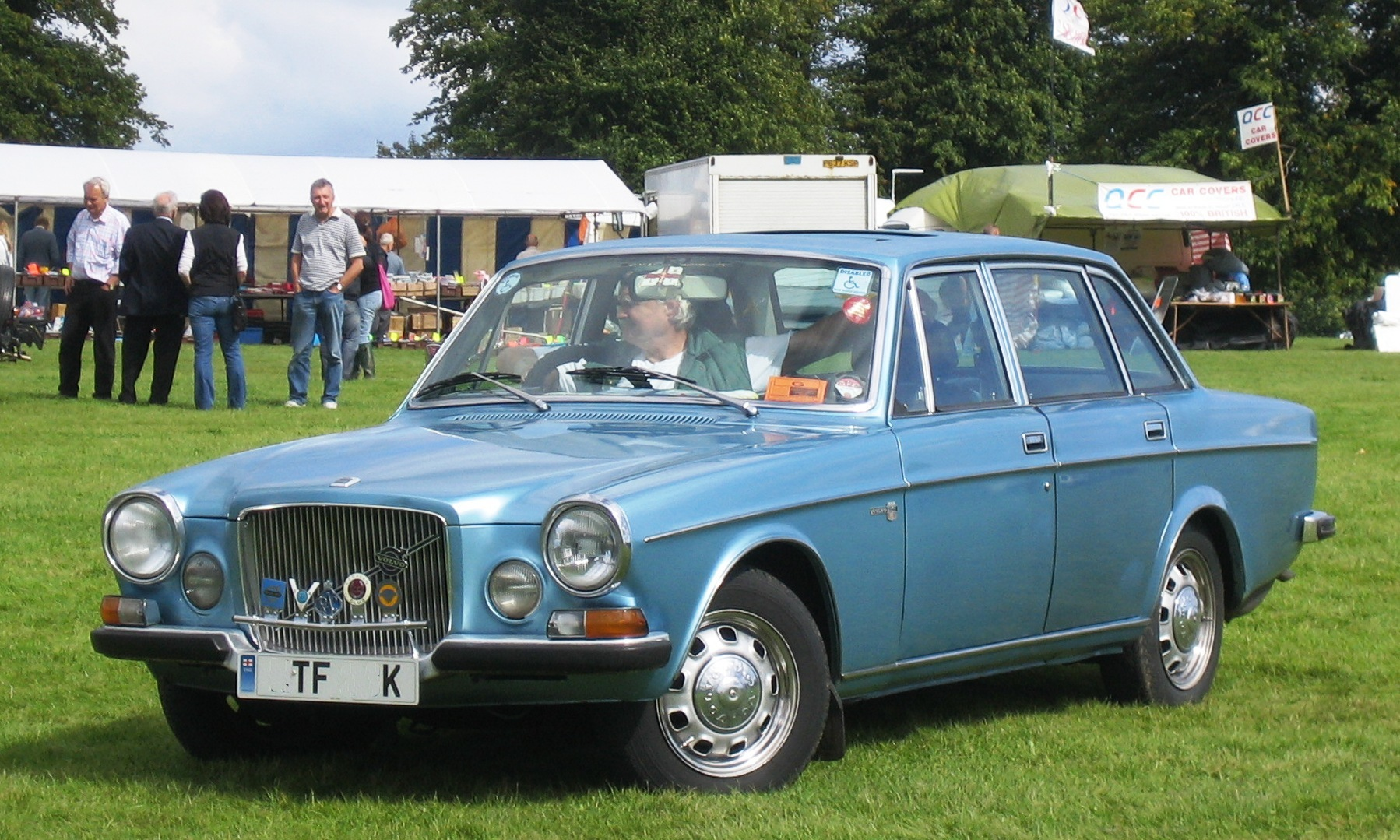
1971年Volvo 164

- Volvo 140
- Volvo 164
- Volvo 240
- Volvo 260
- Volvo 340
- Volvo 360
- Volvo 440
- Volvo 460
- Volvo 480
- Volvo 740
- Volvo 760
- Volvo 780
- Volvo 850
- Volvo 940
- Volvo 960

### 1995年至今
自1995年起，沃尔沃公司采用字母表示车身类型，后面跟数字表示车系的命名方法。尽管这并未由官方正式公布，但是一般认为，S代表四门房车，C代表双门运动型或敞篷车，V代表多用途车或旅行车，XC代表越野軍用车（最初是由V70的四轮驱动型号V70XC发展而來，XC是“越野，Cross Country”之意，后来沃尔沃汽车单独把编号改为XC70，以和XC90相一致）。如V50就是较小的40/50型号的旅行车。
- 并入福特公司之前的型号
  - 沃尔沃S40
  - Volvo V40
  - Volvo S/V70
  - S/V90
- 小型车（Volvo P1平台）

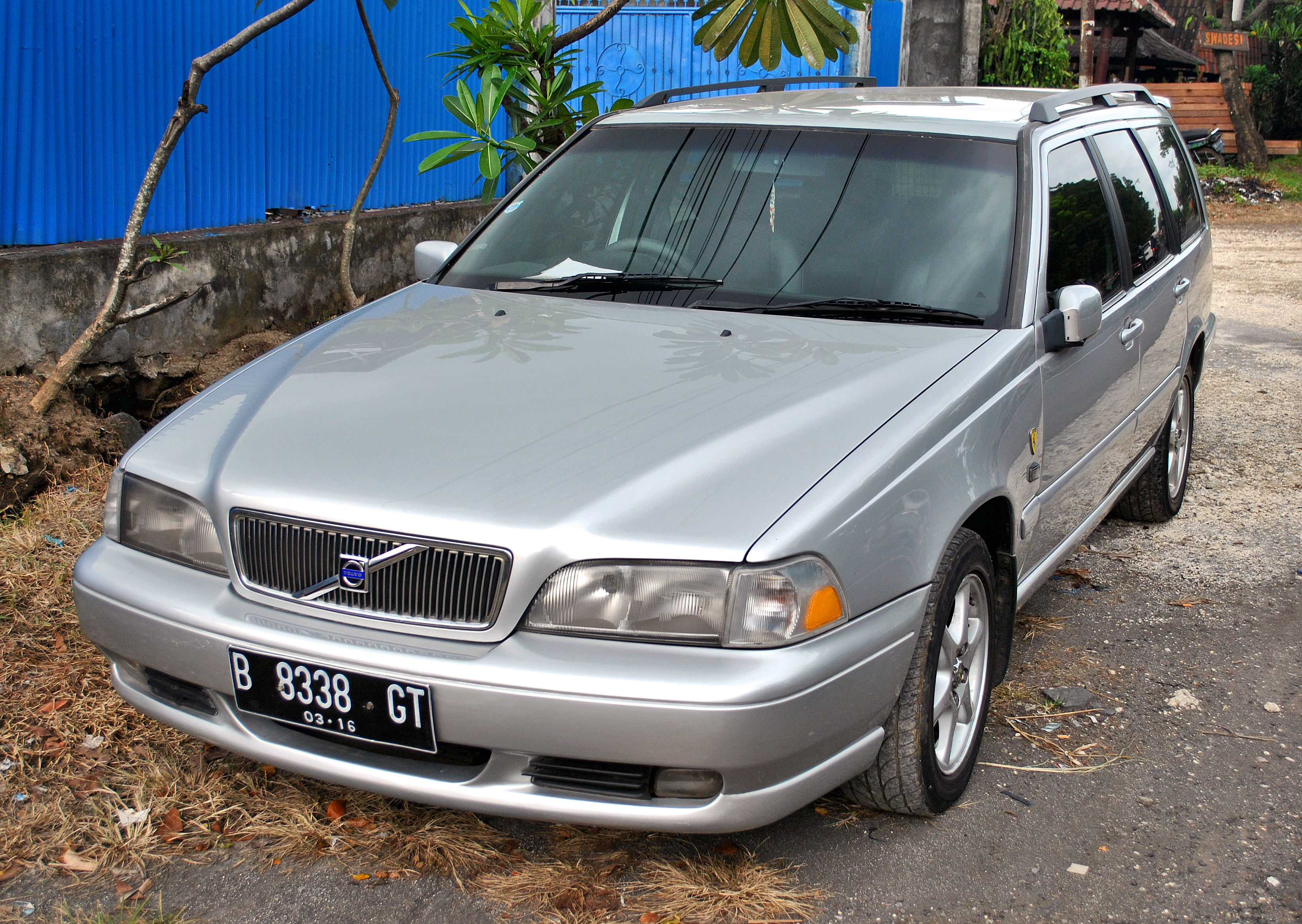
1998年Volvo V70旅行车

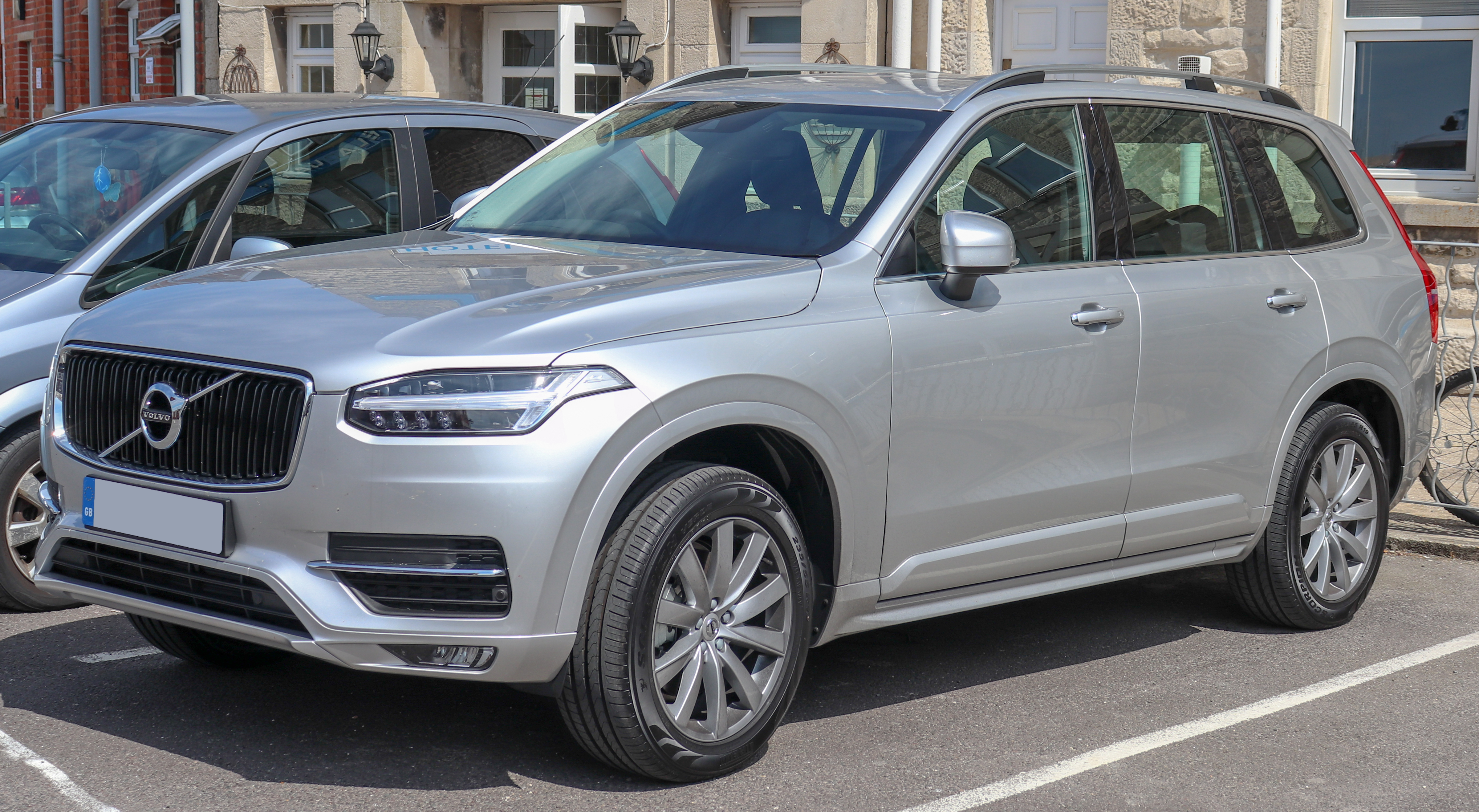
2018年Volvo XC90

  - Volvo C30（2007年-2013年）
  - Volvo C70（2007年-2013年）
  - 沃尔沃 S40/V50（1995年-2011年）
  - Volvo V40（2012年-2019年）
- 中级车（Volvo P2平台）
  - 沃尔沃S60（2000年至今）
  - Volvo S80（1998年-2016年）
  - Volvo S90（2016年至今）
  - Volvo C70（1997年-2012年）
  - Volvo V70（1998年-2015年）
- 越野车
  - Volvo XC40（2017年至今）
  - Volvo XC50（未来型号）
  - Volvo XC60（2008年至今）
  - Volvo XC70（基于V70发展的四驱型号）
  - Volvo XC90（2002年至今）

### 純電動車（2021年至今）
- 越野车(SUV)
  - Volvo EX30（2023年至今）
  - Volvo EX40（2021年至今）
  - Volvo EX90（2022年至今）
- 混合越野车(CUV)
  - Volvo EC40（英语：Volvo XC40#C40）（2022年至今）
- 多用途汽車(MPV)
  - Volvo EM90（2023年至今）

### 概念车

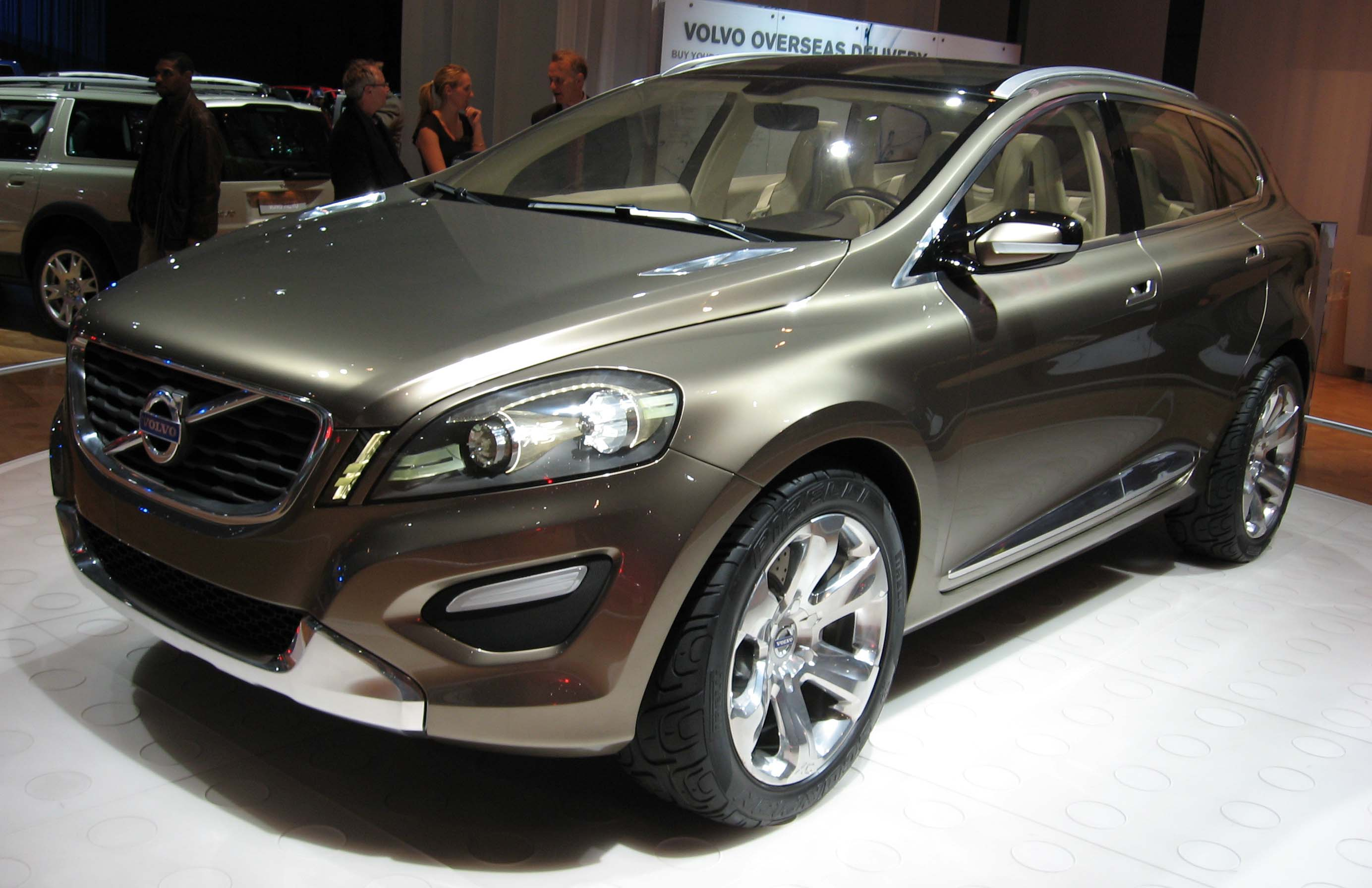
XC60概念車

- Volvo Venus Bilo（1933年）
- Volvo Philip（1952年）
- Volvo Margarete Rose/Elisabeth I（1953年）
- Volvo VESC/1800 ESC（1972年）
- Volvo EC/City Taxi（1977年）
- Volvo Tundra（1979年）
- Volvo VCC（1980年）
- Volvo LCP2000（1983年）
- Volvo ECC（1992年）
- Volvo SCC（2001年）
- Volvo YCC（2004年）
- Volvo T6（2005年）
- Volvo XC60（2006年）

## SPA架构
‘’‘SPA’‘’（英語：Scalable Product Architecture）是沃尔沃汽车开发的一种模块化平台，用于生产中大型车型。该平台于2014年首次应用于XC90，后来扩展到S90、V90、S60、V60和极星2等车型。
SPA架构的特点是可以灵活调整车身长度、宽度和高度，以适应不同的设计和市场需求。该平台还支持多种动力系统，包括汽油、柴油、混合动力和纯电动。SPA架构是为了提高生产效率和降低成本而开发的，也有利于提升车辆的安全性能和驾驶体验。